# カサブタ/想いのかけら/ドリームクライマー
「カサブタ/想いのかけら/ドリームクライマー」（カサブタ/おもいのかけら/ドリームクライマー）は、佐々木李子のメジャー初のシングル。2016年6月22日にVictor Entertainmentから発売された。

## 楽曲
佐々木李子名義でのリリースは今作が初となる。トリプルA面シングルで、下記の通りに収録曲全てにタイアップがついている。
「カサブタ」は、音楽番組『musicる TV』、情報番組『お得な情報盛りだくさん「とくもり!」』、情報番組『原宿AbemaNews』の6月度エンディングテーマ、およびエフエム秋田6月度MONTHLY SELECTION、YBS山梨放送「Oh! My Hits!」6月度オススメ楽曲。

「想いのかけら」はNHK東北復興応援アニメ『想いのかけら』のエンディングテーマ、ABCラジオ『くるくる音タイム』6月度パワープレイ。
「ドリームクライマー」はテレビアニメ『美少女遊戯ユニット クレーンゲール』のオープニングテーマ。
「おまかせクレーンゲール」は、テレビアニメ『美少女遊戯ユニット クレーンゲール』のエンディングテーマ。
初回限定盤（VIZL-975）、アニメ盤（VICL-37174）と通常盤（VICL-37173）の3種類がリリースされる。初回限定盤にはミュージックビデオ「カサブタ〈Music Video〉」と「想いのかけら〈Music Video〉」、テレビアニメ「美少女遊戯ユニット クレーンゲール」オープニングノンテロップ映像が付属。
初回限定盤、アニメ盤、通常盤のいずれもA面の収録曲は共通している。
アニメ盤のみボーナストラックとして『おまかせクレーンゲール』が収録され、歌唱はみらい（原奈津子）、彩日花（徳井青空）、響子（佐々木李子）名義。描き下ろしアニメジャケット仕様となっている。

## シングル収録内容
| #  | タイトル               | 作詞     | 作曲     | 編曲     | 時間  |
| -- | ---------------------- | -------- | -------- | -------- | ----- |
| 1. | 「カサブタ」           | NuTz     | NuTz     | 大西省吾 | 3：51 |
| 2. | 「想いのかけら」       | 伊橋成哉 | 伊橋成哉 | KAY      | 4：16 |
| 3. | 「ドリームクライマー」 | NuTz     | 83       | 大西省吾 | 3：18 |

| #  | タイトル                            | 作詞 | 作曲・編曲 | 時間  |
| -- | ----------------------------------- | ---- | ---------- | ----- |
| 1. | 「カサブタ」                        |      |            | 3：51 |
| 2. | 「想いのかけら」                    |      |            | 4：16 |
| 3. | 「ドリームクライマー」              |      |            | 3：18 |
| 4. | 「カサブタ（Off Vocal）」           |      |            | 3：51 |
| 5. | 「想いのかけら（Off Vocal）」       |      |            | 4：16 |
| 6. | 「ドリームクライマー（Off Vocal）」 |      |            | 3：18 |

| #  | タイトル                   | 作詞           | 作曲           | 編曲 | 時間  |
| -- | -------------------------- | -------------- | -------------- | ---- | ----- |
| 1. | 「ドリームクライマー」     |                |                |      | 3：20 |
| 2. | 「想いのかけら」           |                |                |      | 4：16 |
| 3. | 「カサブタ」               |                |                |      | 3：50 |
| 4. | 「おまかせクレーンゲール」 | テルジヨシザワ | テルジヨシザワ | tkr  | 3：43 |

| #  | タイトル                                                                          | 作詞 | 作曲・編曲 | 時間 |
| -- | --------------------------------------------------------------------------------- | ---- | ---------- | ---- |
| 1. | 「カサブタ」(Music Video)                                                         |      |            | 4:01 |
| 2. | 「想いのかけら」(Music Video)                                                     |      |            | 4:13 |
| 3. | 「テレビアニメ「美少女遊戯ユニット クレーンゲール」オープニングノンテロップ映像」 |      |            | 1:00 |

## チャート
| チャート（2016年） | 最高位 |
| ------------------ | ------ |
| オリコン週間       |        |